# Реквием (фильм, 2006)
«Реквием» (нем. Requiem) — фильм немецкого режиссёра Ханса-Кристиана Шмида, снятый в 2006 году. В основе действия картины лежат реальные события по «изгнанию дьявола» из Аннелизы Михель.

## Сюжет
Выросшая в набожной католической семье Михаэла Клинглер решает поступить в Тюбингенский университет. Однако у родителей большие опасения вызывает, сможет ли девушка заниматься при имеющейся у неё эпилепсии. Студенческая жизнь захватывает Михаэлу — она не только усердно занимается, но и ходит на вечеринки, танцует, общается с молодыми людьми. Однажды у девушки происходит приступ, но вместо врачебной консультации она идёт в церковь и не находит понимания у приходского священника отца Герхарда Ландауера.
Всё это сопровождается личными конфликтами — с матерью, которой не нравится новая одежда дочери, с молодым человеком Штефаном, которого не совсем устраивает образ жизни подруги. В итоге Михаэла прекращает принимать таблетки, употребляет алкоголь. Друзья замечают изменения в состоянии девушки, однако та наотрез отказывается обращаться к врачам. Когда Штефан привозит девушку в родительский дом, там у неё развивается реактивное состояние. Мать Михаэлы решает прибегнуть к помощи молодого священника, отца Мартина Борхерта, который решает провести обряд экзорцизма.
В финальных титрах сообщается, что после нескольких десятков сеансов изгнания бесов девушка умерла от истощения в доме своих родителей.

## В ролях
| Актёр                | Роль                       |
| -------------------- | -------------------------- |
| Сандра Хюллер        | Михаэла Клинглер           |
| Бургхарт Клаусснер   | Карл Клинглер              |
| Имоген Когге         | Марианна Клинглер          |
| Анна Бломайер        | Ханна Имхоф                |
| Николас Рейнке       | Штефан Вайсер              |
| Йенс Харцер          | отец Мартин Борхерт        |
| Вальтер Шмидингер    | отец Герхард Ландауер      |
| Фридерике Адольф     | Хельга Клинглер            |
| Ирене Куглер         | комендант общежития Кремер |
| Йохан Адам Уст       | профессор Шнайдер          |
| Ева Лобау            | медсестра                  |
| Стефан Мюллер-Дориат | служитель                  |

## Награды
Фильм получил 11 премий и 15 номинаций на нескольких кинофестивалях.